# Doddsville
Doddsville – miasto w Stanach Zjednoczonych, w stanie Missisipi, w hrabstwie Sunflower.